# Piper yucatanense
Piper yucatanense är en pepparväxtart som beskrevs av C. Dc.. Piper yucatanense ingår i släktet Piper och familjen pepparväxter. Inga underarter finns listade i Catalogue of Life.